# Сечостатева система

1. Сечовидільна система людини 2. нирка 3. ниркова миска 4. сечовід 5. сечовий міхур 6. сечовипускний канал.
7. наднирник
Судини: 8. ниркова артерія і вена 9. нижня порожниста вена 10. черевна аорта 11. загальна клубова артерія і вена
Інше: 12. печінка 13. товста кишка 14. таз

Сечостатвева систем чоловіка

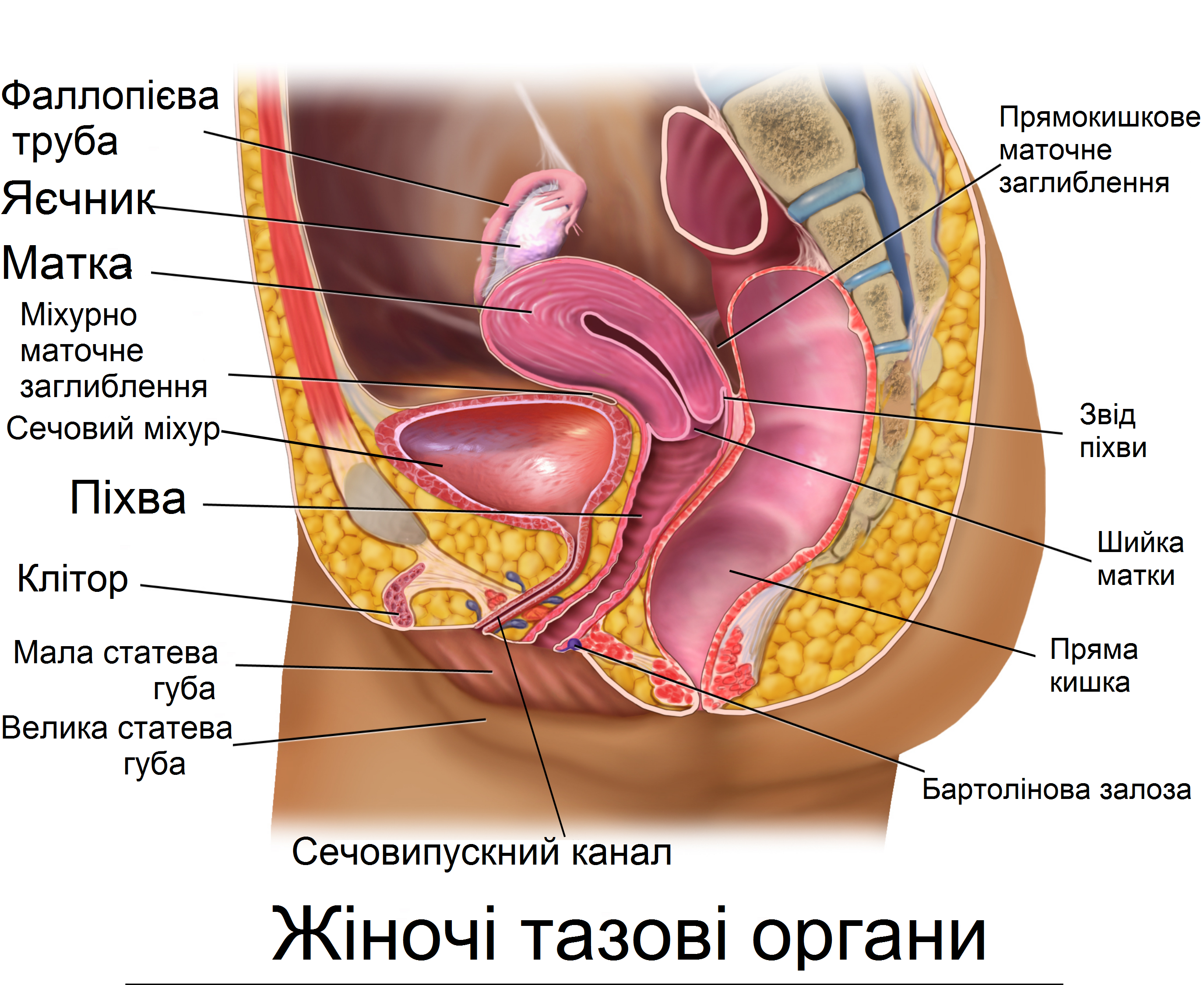
Жіночі тазові органи в поздовжньому розрізі

Сечостатева система — система органів репродуктивної та сечовидільної систем, анатомічно, функціонально і ембріологічно пов'язаних між собою. Деякі органи сечостатевої системи виконують і репродуктивну, і сечовидільну функцію (наприклад, уретра у чоловіків).

## Загальні відомості
Постійне виведення з організму продуктів розпаду й інших рідин здійснюється сечостатевою системою.
Сечостатевий апарат об'єднує дві системи органів (сечовивідну і статеву), які анатомічно і фізіологічно різні, але тісно пов'язані між собою топографічно, за своїм походженням і функціями (частково). Система сечовиділення складається з нирок, в яких утворюється сеча та з сечовивідних шляхів. Сечовивідна система забезпечує виведення з організму азотистих шлаків, рідини, регулювання АТ, об'єму циркулюючої крові, підтримання кислотно-лужної рівноваги і електролітного балансу в організмі.

## Будова сечової системи
Нирки розміщені позаочеревно, по обидва боки хребетного стовпа, на рівні між XI—XII грудними і II—III поперековими хребцями, права — на один хребець нижче від лівої. Кожна нирка оточена жировою клітковиною і вкрита щільною оболонкою-капсулою. Нирки фіксуються у своєму ложі судинами, шаром позаочеревного жиру, нирковою фасцією, а також внутрішньочеревним тиском. При вдиху нирки в нормі зміщуються на 4—5 см вниз і легко доступні для пальпації. Над правою ниркою розташована печінка, над лівою — селезінка.
Нирка має бобовидну форму: вгнутий внутрішній край її обернений до хребта. У середині його є виїмка, що називається воротами нирки, через які проходять ниркові кровоносні судини (ниркові артерії, що відходять від черевної аорти; ниркові вени, які впадають у нижню порожнисту вену). Нирка складається з коркового і мозкового шарів: зовнішнього — кіркового і внутрішнього — мозкового. Самостійною одиницею нирки є нефрон. У корковому шарі містяться клубочки (гломерули) і капсула Шумлянського-Боумена, звивисті канальці першого та другого порядку. В мозковому — більша частина петлі Генле і збиральні трубочки (вони утворюють цей шар). Збиральні трубочки на вершині пірамід впадають у ниркові чашечки, які відкриваються у ниркові миску, що переходить у сечовід. Сечовід впадає у сечовий міхур, розміщений на дні таза за лобковими кістками. Від сечового міхура відходить сечовидільний канал. Ємність сечового міхура в нормі 300—500 мл.

## Функція сечової системи
Сеча в нирках утворюється безперервно, по канальцях надходить до миски, далі поступово стікає по сечоводах у сечовий міхур, де спускається і виділяється назовні при сечовипусканні. Акт сечовипускання є дія довільна. Через нирки проходить величезна кількість крові. Через кожні 5—10 хв. нирки пропускають усю масу крові людини: протягом доби через нирки проходить до 600—750 л крові. Нирки є видільним органом, який виводить з організму розчинені у воді непотрібні, шкідливі продукти обміну речовин і різні солі.
Цими речовинами є головним чином продукти білкового розпаду (різні азотисті речовини).
Первинна сеча реадсорбується в канальцях, повністю піддається зворотному всмоктуванню цукор, трохи менше — кухонна сіль і рідина, ще менше — сечовина, зовсім не всмоктується креатинін, сульфати. Тому при діагностиці захворювань нирок слід враховувати виділення азотистих шлаків: креатиніну і сечовини, а також продуктів білкового обміну, фосфатів і сульфатів.

## Будова статевої системи
До чоловічих статевих органів належать яєчка (сім'яники) у мошонці, пеніс і додаткові залози та протоки, якими секрет предміхурової залози, яєчок і сім'яних міхурців надходить у статевий член. У чоловіків сечовидільний канал має довжину 12—15 см.
До жіночих статевих органів належить: яєчники, маткові труби, матка, вагіна, бартолінові та парауретральні залози, більшість структур клітора (внутрішні), голівка та каптур клітора, внутрішні та зовнішні статеві губи з вуздечкою, лобок (зовнішні), а також гімен (між внутрішніми та зовнішніми геніталіями). Сечовидільний канал у жінки має довжину 3—4 см (знаходиться позаду клітора на 1—3 см).

## Хвороби сечостатевої системи
Хвороби нирок можна поділити на дві великі групи. До першої групи належать двобічні дифузні ураження нирок, коли функція їх настільки змінюється, що в зв'язку з цими змінами зазнає змін увесь організм хворого. Своєю чергою ці зміни викликають різні патологічні процеси в інших органах і системах. До двобічних, системних, ниркових захворювань належить гломерулонефрит, нефроангіосклероз як кінцева (ниркова) стадія гіпертонічної хвороби, нефрози.
Другу групу становлять хвороби, при яких зазвичай вражається одна нирка (камені в нирці, туберкульоз нирок, пухлина та ін.) і функція нирки як видільного органу помітно не порушується. До цієї групи можна віднести вогнищевий гломерулонефрит, при якому ниркова тканина вражається частково.
До хвороб сечовивідної системи належать: пієлонефрит, пієліт, цистит, гломерулонефрит, уретрит.
До захворювань статевої системи у чоловіків належать, простатит, аденома передміхурової залози, функціональні розлади у чоловіків, клімакс у чоловіків, безплідність, пухлини.
До захворювань статевої системи у жінок належать: запальні захворювання неспецифічної етіології нижнього відділу статевих органів (вульвіт, бартолініт, кольпіт, бактеріальний вагіноз тощо) та верхнього відділу (ендометріоз, сальпінгоофорит, пухлини, безплідність тощо).
Захворювання сечовидільної системи спричиняються інфекцією, що може потрапляти в організм низхідними (при ангіні, стоматологічних захворюваннях) та висхідними (недотримання особистої гігієни, захворювання статевих органів) шляхами, а також переохолодженням.